# Mathias Woxlin
Mathias Woxlin, född 10 februari 1972 i Sandviken, Sverige är en svensk fotbollsspelare. Han spelade som mittfältare för Gefle IF tills han slutade spela fotboll 2008. Hans moderklubb är Högbo AIK. Woxlin har också spelat bandy på elitnivå, samt har varit reservmålvakt i Sandvikens AIK (SAIK) vid SM-finalen 1990.
Mathias har spelat 97 allsvenska matcher för Gefle IF och gjort 14 mål.